# Ich bin vergnügt mit meinem Glücke, BWV 84
Ich bin vergnügt mit meinem Glücke, BWV 84 (Estic satisfet de la meva sort), és una cantata religiosa de Johann Sebastian Bach per al diumenge de Septuagèsima, estrenada a Leipzig el 9 de febrer de 1727.

## Origen i context
D'autor desconegut, sense descartar que sigui de Picander, en el coral final s'inclou la dotzena estrofa de l'himne Wer weiss, wie nahe mir mein Ende d'Ämile Juliane von Schwarburg-Rudolstadt (1686). El text té present l'evangeli del dia (Mateu 20, 1-16) que narra la paràbola dels treballadors de la vinya, en la que els veremadors es queixen d'haver rebut el mateix sou independentment del temps treballat, la lliçó que se n'extreu queda ben palesa en el títol de la cantata. És una obra d'una gran simplicitat, amb una única veu solista, que recorda les cantates de cambra italianes, de fet la partitura porta el títol cantata, terme que Bach no emprava gaire sovint. El diumenge de septuagèsima era el tercer abans de la quaresma i per a aquest dia es conserven, a més, la cantata BWV 92 i la BWV 144.

## Anàlisi
Obra escrita per a soprano, cor, oboè, corda i baix continu. Consta de cinc números.
1. Ària: Ich bin vergnügt mit meinem Glücke (Estic satisfet de la meva sort)
2. Recitatiu: Gott ist mir ja nichts schuldig (Déu no em deu res)
3. Ària: Ich esse mit Freuden mein weniges Brot (Menjo amb alegria el meu trosset de pa)
4. Recitatiu: Im Schweiße meines Angesichts” (Amb la suor del front)
5. Coral: Ich leb indes in dir vergnüget (Mentrestant viuré satisfet en Tu)

L'ària inicial té un cert caràcter d'obertura amb un extens “ritornello” de l'oboè recolzat per la corda, és una ària serena que expressa la conformitat amb el destí que narra el text i que vocalitza sobre els "petits dons” (kleine Gaben) rebuts. Un recitatiu secco dona pas a l'altra ària, número 3, protagonitzada per l'oboè, el violí solista i el continu, que desenvolupa una idea de consciència tranquil·la i d'esperit joiós mitjançant un ritme de dansa, d'acord amb el contingut el text “Una consciència tranquil·la, una ànima feliç, un cor agraït”. L'últim recitatiu, amb el suport de la corda evoca greument “l'ocàs de la vida”. Un coral amb el text indicat i la melodia de Wer nur den lieben Gott läst walten, utilitzat sovint per Bach, tanca la cantata que té una durada aproximada de gairebé un quart d'hora.

## Discografia seleccionada
- J.S. Bach: Das Kantatenwerk. Sacred Cantatas Vol. 5. Nikolaus Harnoncourt, Tölzer Knabenchor (Gerard Schmidt-Gaen, director), Concentus Musicus Wien, Wilhelm Wiedl (solista del cor). (Teldec), 1994.
- J.S. Bach: The complete live recordings from the Bach Cantata Pilgrimage. CD 9: Grote Kerk, Naarden; 20 de febrer de 2000. John Eliot Gardiner, Monteverdi Choir, English Baroque Soloists, Miah Persson. (Soli Deo Gloria), 2013.
- J.S. Bach: Complete Cantatas Vol. 17. Ton Koopman, Amsterdam Baroque Orchestra & Choir, Bogna Bartsosz. (Challenge Classics), 2005.
- J.S. Bach: Cantatas Vol. 41. Masaaki Suzuki, Bach Collegium Japan, Carolyn Sampson. (BIS), 2008.
- J.S. Bach: Church Cantatas Vol. 27. Helmuth Rilling, Gächinger Kantorei, Bach-Collegium Stuttgart, Arleen Augér. (Hänssler), 1999.
- J.S. Bach: Cantatas BWV 84, 292 & 209. Monica Huggett, Ensemble Sonnerie, Nancy Argenta. (Virgin Records), 1993.